# Bairagi
Bairagi ou Vairagi est un ordre, un courant de yogis et d'ascètes qui prend son origine chez Bhatrhari, un dirigeant de l'Ujjain qui avait renoncé à son trône pour devenir disciple de Gorakhnath. La plupart des membres de ce mouvement ont suivi la voie d'un nomadisme pénitent, vivant dans une extrême pauvreté, portant un minimum de vêtements, et mendiant pour manger. Les Bairags voulaient vivre détachés le plus possible des biens matériels terrestres.
Les Gurus du sikhisme enseignaient que ceux qui sont véritablement détachés du monde, étaient ceux qui se liaient à Dieu, tout en ayant la sagesse de tenir leur charge d'hommes au foyer. Pour le sikh, il faut suivre la volonté de Dieu tout en méditant sur son nom. « Ils sont bénis ceux qui sont attentifs à Dieu à travers les mots du Guru; ils restent à la maison, au foyer mais dans un état d'équilibre. Guru Nanak dit qu'ils sont véritablement détachés, et qui sont imprégnés par le nom du Seigneur » : Adi Granth, page 1246, par Guru Ram Das.